# Teddy Blanco
Teddy Blanco, né le 10 janvier 1979, est un footballeur français international de football de plage.

## Palmarès
Montpellier Hérault Beach Soccer
- Championnat de France
  - Finaliste en 2012 et 2013
  - Champion départemental et régional en 2012 et 2013